# Ivor Novello Award/Gewinner
Diese Seite dient als Übersicht für die Gewinner des Ivor Novello Award. Sie ist alphabetisch nach dem Nachnamen des Preisträgers geordnet beziehungsweise nach dem ersten Buchstaben im Falle eines Künstlerkollektivs.

## Übersicht
| Name                                                 | Jahr | Kategorie                                                                                    | Ausgezeichnet für                                   | Einzelnachweise |
| ---------------------------------------------------- | ---- | -------------------------------------------------------------------------------------------- | --------------------------------------------------- | --------------- |
| 070 Shake                                            | 2023 | Best Contemporary Song                                                                       | Escapism                                            | [ 1 ]           |
| The 1975                                             | 2019 | Best Contemporary Song                                                                       | Love It If We Made It                               | [ 2 ]           |
| The 1975                                             | 2019 | Songwriters of the Year                                                                      |                                                     | [ 2 ]           |
| Bryan Adams                                          | 2016 | PRS for Music Special International Award                                                    |                                                     | [ 3 ]           |
| Bryan Adams                                          | 1996 | Best Song Included in a Film or Television Programme                                         | Have You Ever Really Loved a Woman?                 | [ 4 ]           |
| John Adams                                           | 2005 | BASCA Fellowship                                                                             |                                                     | [ 5 ]           |
| Adele                                                | 2012 | Songwriter of the Year                                                                       |                                                     | [ 6 ]           |
| Adele                                                | 2012 | PRS for Music Most Performed Work                                                            | Rolling in the Deep                                 | [ 6 ]           |
| Adele                                                | 2016 | Songwriter of the Year                                                                       |                                                     | [ 3 ]           |
| Damon Albarn                                         | 2006 | Songwriter of the Year                                                                       |                                                     | [ 7 ]           |
| Damon Albarn                                         | 2016 | Lifetime Achievement                                                                         |                                                     | [ 3 ]           |
| Simon Aldred                                         | 2008 | Best Contemporary Song                                                                       | People Help the People                              | [ 8 ]           |
| Lily Allen                                           | 2010 | Songwriter of the Year                                                                       |                                                     | [ 9 ]           |
| Lily Allen                                           | 2010 | PRS for Music Most Performed Work                                                            | The Fear                                            | [ 9 ]           |
| Lily Allen                                           | 2010 | Best Song Musically and Lyrically                                                            | The Fear                                            | [ 9 ]           |
| Marc Almond                                          | 2013 | The Ivors Inspiration Award                                                                  |                                                     | [ 10 ]          |
| Ian Anderson                                         | 2006 | International achievement                                                                    |                                                     | [ 7 ]           |
| Benny Andersson                                      | 2002 | Special International Award                                                                  |                                                     | [ 11 ]          |
| Michael Andrews                                      | 2004 | Best Selling UK Single                                                                       | Mad World                                           | [ 12 ]          |
| Adam Ant                                             | 1982 | Songwriter of the Year                                                                       |                                                     | [ 13 ]          |
| Adam Ant                                             | 1982 | Best Selling UK single                                                                       | Stand and Deliver                                   | [ 13 ]          |
| Iain Archer                                          | 2005 | Album Award                                                                                  | Final Straw                                         | [ 5 ]           |
| Iain Archer                                          | 2016 | PRS for Music Most Performed Work                                                            | Hold Back the River                                 | [ 3 ]           |
| Joan Armatrading                                     | 2020 | BASCA Fellowship                                                                             |                                                     | [ 14 ]          |
| Simon Armitage                                       | 2003 | Best Original Music for Television                                                           | Feltham Sings                                       | [ 15 ]          |
| Rollo Armstrong                                      | 2004 | International hit of the year                                                                | White Flag                                          | [ 12 ]          |
| David Arnold                                         | 2000 | Best International Film Score                                                                | The World Is Not Enough                             | [ 16 ]          |
| David Arnold                                         | 2005 | BASCA Fellowship                                                                             |                                                     | [ 5 ]           |
| Malcolm Arnold                                       | 2001 | BASCA Fellowship                                                                             |                                                     | [ 17 ]          |
| Mark Day                                             | 2016 | The Ivors Inspiration Award                                                                  |                                                     | [ 3 ]           |
| Richard Ashcroft                                     | 1998 | Songwriter of the Year                                                                       |                                                     | [ 18 ]          |
| Babydaddy                                            | 2007 | Most Performed Work                                                                          | I Don’t Feel Like Dancin‘                           | [ 19 ]          |
| Nicholas M. Baines                                   | 2006 | Album Award                                                                                  | Employment                                          | [ 7 ]           |
| Gary Barlow                                          | 1994 | Best Contemporary Song                                                                       | Pray                                                | [ 20 ]          |
| Gary Barlow                                          | 1994 | Songwriter of the Year                                                                       |                                                     | [ 20 ]          |
| Gary Barlow                                          | 1996 | The Best Selling Song                                                                        | Back for Good                                       | [ 4 ]           |
| Gary Barlow                                          | 1996 | PRS for Music Most Performed Work                                                            | Back for Good                                       | [ 4 ]           |
| Gary Barlow                                          | 2008 | PRS for Music Most Performed Work                                                            | Shine                                               | [ 8 ]           |
| Gary Barlow                                          | 2012 | PRS for Music Outstanding Contribution to British Music                                      |                                                     | [ 6 ]           |
| Geoff Barrow                                         | 2016 | Best Original Film Score                                                                     | Ex Machina                                          | [ 3 ]           |
| Geoff Barrow                                         | 2021 | Best Television Soundtrack                                                                   | Devs                                                | [ 21 ]          |
| Geoff Barrow                                         | 2016 | PRS for Music Outstanding Contribution to British Music                                      |                                                     | [ 3 ]           |
| John Barry                                           | 2001 | BASCA Fellowship                                                                             |                                                     | [ 17 ]          |
| Paul Barry                                           | 1999 | Best Song Musically and Lyrically                                                            | Believe                                             | [ 22 ]          |
| Paul Barry                                           | 1999 | Best Selling British Single                                                                  | Believe                                             | [ 22 ]          |
| Paul Barry                                           | 1999 | International hit of the year                                                                | Believe                                             | [ 22 ]          |
| Lionel Bart                                          | 1960 | Most Performed Work of the Year                                                              | As Long as He Needs Me                              | [ 23 ]          |
| Stephen Barton                                       | 2024 | Best Original Video Game Score                                                               | Star Wars Jedi: Survivor                            | [ 24 ]          |
| Bat for Lashes                                       | 2010 | Best Contemporary Song                                                                       | Daniel                                              | [ 9 ]           |
| Mike Batt                                            | 1975 | Most Performed British Song                                                                  | Wombling Song                                       | [ 25 ]          |
| James Bay                                            | 2016 | PRS for Music Most Performed Work                                                            | Hold Back the River                                 | [ 3 ]           |
| Jeff Beck                                            | 2014 | Outstanding Contribution to British Music                                                    |                                                     | [ 26 ]          |
| Victoria Beckham                                     | 1997 | Best Selling British Written Single in the UK                                                | Wannabe                                             | [ 27 ]          |
| Victoria Beckham                                     | 1997 | International Hit of the Year                                                                | Wannabe                                             | [ 27 ]          |
| Joe Belmaati                                         | 2004 | Most Performed Work                                                                          | Superstar                                           | [ 12 ]          |
| Brian Bennett                                        | 1989 | Best Theme From a Radio or TV Production                                                     | The Ruth Rendell Mysteries                          | [ 26 ]          |
| Guy Berryman                                         | 2009 | Best Selling UK Song                                                                         | Viva la Vida                                        | [ 28 ]          |
| Berwyn                                               | 2025 | Best Album                                                                                   | Who Am I                                            | [ 29 ]          |
| Wayne Bickerton                                      | 1976 | Songwriters of the Year                                                                      |                                                     | [ 30 ]          |
| Biddu                                                | 1977 | Best Instrumental Work                                                                       | Rain Forest                                         | [ 31 ]          |
| Biddu                                                | 1977 | Songwriter of the Year                                                                       |                                                     | [ 31 ]          |
| Ronald Binge                                         | 1951 | Composer of the Year                                                                         | Elizabeth Serenade                                  |                 |
| Harrison Birtwistle                                  | 2006 | Classical Music Award                                                                        |                                                     | [ 7 ]           |
| Don Black                                            | 2009 | BASCA Fellowship                                                                             |                                                     | [ 28 ]          |
| Stanley Black                                        | 1963 | The Year’s Outstanding Score of a Musical                                                    | Summer Holiday                                      | [ 32 ]          |
| James Blake                                          | 2014 | Best Contemporary Song                                                                       | Retrograde                                          | [ 26 ]          |
| Bloc Party                                           | 2025 | Outstanding Song Collection                                                                  |                                                     | [ 29 ]          |
| Daniel Blumberg                                      | 2022 | Best Original Film Score                                                                     | The World to Come                                   | [ 33 ]          |
| James Blunt                                          | 2006 | Most Performed Work                                                                          | You’re Beautiful                                    | [ 7 ]           |
| James Blunt                                          | 2006 | International Hit of the Year                                                                | You’re Beautiful                                    | [ 7 ]           |
| Bono                                                 | 1994 | Special Award for International Achievement                                                  |                                                     | [ 20 ]          |
| Bono                                                 | 2025 | Academy Fellowship                                                                           |                                                     | [ 29 ]          |
| Pierre Boulez                                        | 2005 | BASCA Fellowship                                                                             |                                                     | [ 5 ]           |
| David Bowie                                          | 1970 | Special Award for Originality                                                                | Space Oddity                                        | [ 34 ]          |
| David Bowie                                          | 1984 | The International Hit of the Year                                                            | Let’s Dance                                         | [ 35 ]          |
| David Bowie                                          | 1990 | Outstanding Contribution to British Music                                                    |                                                     | [ 36 ]          |
| James Dean Bradfield                                 | 2015 | The Ivors Inspiration Award                                                                  |                                                     | [ 37 ]          |
| Leslie Bricusse                                      | 1961 | Most Performed Work of the Year                                                              | My Kind of Girl                                     | [ 38 ]          |
| Leslie Bricusse                                      | 1961 | The Year’s Outstanding Score of a Musical Stage Play                                         | Stop the World – I Want to Get Off                  | [ 38 ]          |
| Leslie Bricusse                                      | 1962 | Most Outstanding Song of the Year                                                            | What Kind of Fool Am I?                             | [ 39 ]          |
| Errol Brown                                          | 2004 | Outstanding Contribution to British Music                                                    |                                                     | [ 12 ]          |
| Melanie Brown                                        | 1997 | Best Selling British Written Single in the UK                                                | Wannabe                                             | [ 27 ]          |
| Melanie Brown                                        | 1997 | International Hit of the Year                                                                | Wannabe                                             | [ 27 ]          |
| Wallis Buchanan                                      | 1999 | Outstanding Song Collection                                                                  |                                                     | [ 22 ]          |
| Jonny Buckland                                       | 2009 | Best Selling UK Song                                                                         | Viva la Vida                                        | [ 28 ]          |
| Emma Bunton                                          | 1997 | Best Selling British Written Single in the UK                                                | Wannabe                                             | [ 27 ]          |
| Emma Bunton                                          | 1997 | International Hit of the Year                                                                | Wannabe                                             | [ 27 ]          |
| Charlie Burchill                                     | 2016 | Outstanding Song Collection                                                                  |                                                     | [ 3 ]           |
| Geoffrey Burgon                                      | 1980 | The Best Theme from a Radio or Television Production                                         |                                                     | [ 40 ]          |
| Kate Bush                                            | 2002 | Outstanding Contribution to British Music                                                    |                                                     | [ 11 ]          |
| Geezer Butler                                        | 2015 | Lifetime Achievement                                                                         |                                                     | [ 37 ]          |
| Ali Campbell                                         | 2003 | International Achievement                                                                    |                                                     | [ 15 ]          |
| Victoria Canal                                       | 2023 | Rising Star Award with Apple Music                                                           |                                                     | [ 1 ]           |
| Victoria Canal                                       | 2024 | Best Song, Musically and Lyrically                                                           | Black Swan                                          | [ 24 ]          |
| Mariah Carey                                         | 2019 | PRS for Music Special International Award                                                    |                                                     | [ 41 ]          |
| James Carter                                         | 2016 | Best Contemporary Song                                                                       | All My Friends                                      | [ 3 ]           |
| Nick Cave                                            | 2014 | Album Award                                                                                  | Push the Sky Away                                   | [ 42 ]          |
| Celeste                                              | 2021 | Songwriter of the Year                                                                       |                                                     | [ 21 ]          |
| Central Cee                                          | 2024 | PRS for Music Most Performed Work                                                            | Sprinter                                            | [ 24 ]          |
| Guy Chambers                                         | 1999 | Songwriters of the Year                                                                      |                                                     | [ 22 ]          |
| Will Champion                                        | 2009 | Best Selling UK Song                                                                         | Viva la Vida                                        | [ 28 ]          |
| Tom Chaplin                                          | 2005 | Songwriters of the Year                                                                      |                                                     | [ 5 ]           |
| Charli XCX                                           | 2023 | The Ivors Visionary Award                                                                    |                                                     | [ 1 ]           |
| Charli XCX                                           | 2025 | Songwriter of the Year                                                                       |                                                     | [ 29 ]          |
| Melanie Chisholm                                     | 1997 | Best Selling British Written Single in the UK                                                | Wannabe                                             | [ 27 ]          |
| Melanie Chisholm                                     | 1997 | International Hit of the Year                                                                | Wannabe                                             | [ 27 ]          |
| Keefus Ciancia                                       | 2016 | Best Television Soundtrack                                                                   | London Spy                                          | [ 3 ]           |
| Pól Brennan                                          | 1983 | The Best Theme from a Television or Radio Production                                         | Theme from „Harry’s Game“                           | [ 43 ]          |
| Hester Chambers                                      | 2023 | Songwriter of the Year                                                                       |                                                     | [ 1 ]           |
| Eric Clapton                                         | 1971 | Outstanding Contribution to Music                                                            | Layla                                               | [ 44 ]          |
| Eric Clapton                                         | 1986 | The Best Theme from a Television or Radio Production                                         | Edge of Darkness                                    | [ 45 ]          |
| Eric Clapton                                         | 1992 | Lifetime Achievement Award                                                                   |                                                     | [ 46 ]          |
| Eric Clapton                                         | 1993 | Best Film Theme or Song                                                                      | Tears in Heaven                                     | [ 20 ]          |
| Vince Clarke                                         | 2009 | Outstanding Song Collection                                                                  |                                                     | [ 28 ]          |
| Adam Clayton                                         | 1994 | Special Award for International Achievement                                                  |                                                     | [ 20 ]          |
| Adam Clayton                                         | 2002 | Best Song Musically and Lyrically                                                            | Walk On                                             | [ 28 ]          |
| Adam Clayton                                         | 2003 | Outstanding Song Collection                                                                  |                                                     | [ 15 ]          |
| Adam Clayton                                         | 2005 | International Hit of the Year                                                                | Vertigo                                             | [ 5 ]           |
| Adam Clayton                                         | 2025 | Academy Fellowship                                                                           |                                                     | [ 29 ]          |
| Gareth Coker                                         | 2021 | Best Original Video Game Score                                                               | Ori and the Will of the Wisps                       | [ 21 ]          |
| Gareth Coker                                         | 2023 | Best Original Video Game Score                                                               | Mario + Rabbids Sparks of Hope                      | [ 1 ]           |
| Cocteau Twins                                        | 2022 | The Ivors Visionary Award                                                                    |                                                     | [ 33 ]          |
| Edwyn Collins                                        | 2009 | Inspiration Award                                                                            |                                                     | [ 28 ]          |
| Phil Collins                                         | 1982 | The International Hit of the Year                                                            | In the Air Tonight                                  | [ 13 ]          |
| Phil Collins                                         | 1985 | Best Song Musically and Lyrically                                                            | Against All Odds (Take a Look at Me Now)            | [ 47 ]          |
| Phil Collins                                         | 1986 | Most Performed Work                                                                          | Easy Lover                                          | [ 45 ]          |
| Phil Collins                                         | 1989 | Best Film Theme or Song                                                                      | Two Hearts                                          | [ 48 ]          |
| Phil Collins                                         | 1991 | Songwriter of the Year                                                                       |                                                     | [ 49 ]          |
| Phil Collins                                         | 2008 | International Achievement Award                                                              |                                                     | [ 8 ]           |
| Nathan Connolly                                      | 2005 | Album Award                                                                                  | Final Straw                                         | [ 5 ]           |
| Norman Cook                                          | 2007 | PRS Outstanding Contribution to British Music                                                |                                                     | [ 19 ]          |
| Phil Coulter                                         | 1968 | The Most Performed Work of the Year                                                          | Puppet on a String                                  | [ 50 ]          |
| Phil Coulter                                         | 1969 | The Most Performed Work of the Year                                                          | Congratulations                                     | [ 51 ]          |
| Phil Coulter                                         | 1975 | Songwriters of the Year                                                                      |                                                     | [ 25 ]          |
| Robbie Craig                                         | 2001 | Best Dance Single Award                                                                      | Woman Trouble                                       | [ 17 ]          |
| Lol Creme                                            | 2004 | Outstanding Song Collection                                                                  |                                                     | [ 12 ]          |
| Jamie Cullum                                         | 2020 | Best Song Musically and Lyrically                                                            | Age of Anxiety                                      | [ 14 ]          |
| Phil Cunningham                                      | 2006 | Outstanding Song Collection                                                                  |                                                     | [ 7 ]           |
| Cutfather                                            | 2004 | PRS Most Performed Work                                                                      | Superstar                                           | [ 12 ]          |
| Jerry Dammers                                        | 2014 | Inspiration Award                                                                            |                                                     | [ 26 ]          |
| John Dankworth                                       | 1963 | The Year’s Outstanding Jazz Work                                                             | What the Dickens!                                   | [ 32 ]          |
| John Dankworth                                       | 1963 | Best Original Music for a TV or Radio Broadcast                                              | The Avengers                                        | [ 32 ]          |
| Sir John Dankworth                                   | 2005 | BASCA Fellowship                                                                             |                                                     | [ 5 ]           |
| The Darkness                                         | 2004 | Songwriters of the Year                                                                      |                                                     | [ 12 ]          |
| Dave                                                 | 2020 | Best Contemporary Song                                                                       | Black                                               | [ 14 ]          |
| Dave                                                 | 2021 | Best Contemporary Song                                                                       | Children of the Internet                            | [ 21 ]          |
| Dave                                                 | 2022 | Songwriter of the Year                                                                       |                                                     | [ 33 ]          |
| Dave                                                 | 2024 | PRS for Music Most Performed Work                                                            | Sprinter                                            | [ 24 ]          |
| Shaun Davey                                          | 1996 | Best Commissioned Score from a TV/Radio Production                                           | The Hanging Gale                                    | [ 4 ]           |
| Craig David                                          | 2001 | Best Contemporary Song                                                                       | 7 Days                                              | [ 17 ]          |
| Craig David                                          | 2001 | Best Dance Single Award                                                                      | Woman Trouble                                       | [ 17 ]          |
| Craig David                                          | 2001 | Songwriter of the Year                                                                       |                                                     | [ 17 ]          |
| Hal David                                            | 1999 | Jimmy Kennedy Award                                                                          |                                                     | [ 22 ]          |
| Hal David                                            | 1999 | Special International Award                                                                  |                                                     | [ 22 ]          |
| Peter Maxwell Davies                                 | 2005 | BASCA Fellowship                                                                             |                                                     | [ 5 ]           |
| Peter Maxwell Davies                                 | 2010 | Classical Music Award                                                                        |                                                     | [ 9 ]           |
| Ray Davies                                           | 2006 | Outstanding Contribution to British Music                                                    |                                                     | [ 7 ]           |
| Paul Davis                                           | 2016 | The Ivors Inspiration Award                                                                  |                                                     | [ 3 ]           |
| Yussef Dayes                                         | 2024 | Best Album                                                                                   | Black Classical Music                               | [ 24 ]          |
| John Deacon                                          | 1987 | Outstanding Contribution to British Music                                                    |                                                     | [ 52 ]          |
| John Deacon                                          | 1992 | Best Selling 'A' Side                                                                        | Bohemian Rhapsody/ These Are the Days of Our Lives  | [ 46 ]          |
| John Deacon                                          | 2005 | Outstanding Song Collection                                                                  |                                                     | [ 5 ]           |
| Robert Del Naja                                      | 2009 | Outstanding Contribution to British Music                                                    |                                                     | [ 28 ]          |
| Lana Del Rey                                         | 2012 | Best Contemporary Song                                                                       | Video Games                                         | [ 6 ]           |
| Lana Del Rey                                         | 2024 | PRS for Music Special International Award                                                    |                                                     | [ 24 ]          |
| Ian Dench                                            | 2008 | Best Selling British Song                                                                    | Beautiful Liar                                      | [ 8 ]           |
| Cathy Dennis                                         | 2002 | International Hit of the Year                                                                | Can’t Get You Out of My Head                        | [ 11 ]          |
| Cathy Dennis                                         | 2002 | PRS Most Performed Work                                                                      | Can’t Get You Out of My Head                        | [ 11 ]          |
| Cathy Dennis                                         | 2002 | The Ivors Dance Award                                                                        | Can’t Get You Out of My Head                        | [ 11 ]          |
| Cathy Dennis                                         | 2003 | Best Selling UK Single                                                                       | Anything Is Possible                                | [ 15 ]          |
| Cathy Dennis                                         | 2005 | PRS Most Performed Work                                                                      | Toxic                                               | [ 5 ]           |
| DJ Dextrous                                          | 2003 | Best Original Music for Television                                                           | Feltham Sings                                       | [ 15 ]          |
| Ted Dicks                                            | 1966 | The Year’s Outstanding Novelty Item                                                          | A Windmill in Old Amsterdam                         | [ 53 ]          |
| Dido                                                 | 2004 | International hit of the year                                                                | White Flag                                          | [ 12 ]          |
| Chris Difford                                        | 2008 | Outstanding Contribution to British Music                                                    |                                                     | [ 8 ]           |
| Dizzee Rascal                                        | 2011 | Inspiration Award                                                                            |                                                     | [ 54 ]          |
| Howard Donald                                        | 2008 | PRS for Music Most Performed Work                                                            | Shine                                               | [ 8 ]           |
| Howard Donald                                        | 2012 | PRS for Music Outstanding Contribution to British Music                                      |                                                     | [ 6 ]           |
| Jonathan Dove                                        | 2008 | Classical Music Award                                                                        |                                                     | [ 8 ]           |
| Patrick Doyle                                        | 1990 | Best Film Theme or Song                                                                      | Henry V: Non Nobis, Domine                          | [ 36 ]          |
| Sam Doyle                                            | 2013 | Best Contemporary Song                                                                       | Pelican                                             | [ 10 ]          |
| Lamont Dozier                                        | 2004 | Special International Award                                                                  |                                                     | [ 12 ]          |
| Benjamin Drew                                        | 2011 | Album Award                                                                                  | The Defamation of Strickland Banks                  | [ 54 ]          |
| Benjamin Drew                                        | 2011 | PRS for Music Most Performed Work                                                            | She Said                                            | [ 54 ]          |
| Benjamin Drew                                        | 2011 | Songwriter of the Year                                                                       |                                                     | [ 54 ]          |
| Duffy                                                | 2009 | Most Performed Work                                                                          | Mercy                                               | [ 28 ]          |
| The Edge                                             | 2025 | Academy Fellowship                                                                           |                                                     | [ 29 ]          |
| Warren Ellis                                         | 2014 | Album Award                                                                                  | Push the Sky Away                                   | [ 26 ]          |
| Jörgen Elofsson                                      | 2006 | Best Selling UK Single                                                                       | That’s My Goal                                      | [ 7 ]           |
| Jörgen Elofsson                                      | 2007 | Best Selling UK Single                                                                       | A Moment Like This                                  | [ 19 ]          |
| Enya                                                 | 1998 | International Achievement                                                                    |                                                     | [ 18 ]          |
| Tolchard Evans                                       | 1956 | The Year’s Most Popular Song                                                                 | Ev'rywhere                                          | [ 55 ]          |
| Tolchard Evans                                       | 1957 | The Best Selling and Most Performed Song of the Year                                         | My September Love                                   | [ 56 ]          |
| Tom Evans                                            | 1973 | The Best Song Musically and Lyrically                                                        | Without You                                         | [ 57 ]          |
| Tom Evans                                            | 1973 | International Hit of the Year                                                                | Without You                                         | [ 57 ]          |
| Alexander Faris                                      | 1976 | Best Theme From a Radio or TV Production                                                     | The Edwardians (Upstairs, Downstairs Theme)         | [ 30 ]          |
| The Feeling                                          | 2007 | Songwriters of the Year                                                                      |                                                     | [ 19 ]          |
| Sam Fender                                           | 2022 | Best Song, Musically and Lyrically                                                           | Seventeen Going Under                               | [ 33 ]          |
| Jerskin Fendrix                                      | 2024 | Best Original Film Score                                                                     | Poor Things                                         | [ 24 ]          |
| George Fenton                                        | 2002 | Best Original Music for a Television/Radio Broadcast                                         | The Blue Planet                                     | [ 11 ]          |
| George Fenton                                        | 2007 | BASCA Fellowship                                                                             |                                                     | [ 19 ]          |
| David Ferguson                                       | 2008 | BASCA Fellowship                                                                             |                                                     | [ 8 ]           |
| Paul Field                                           | 2000 | Best Selling UK Single                                                                       | The Millennium Prayer                               | [ 16 ]          |
| Michael Flanders                                     | 1976 | Best British Work for Children                                                               | Captain Noah and His Floating Zoo                   | [ 30 ]          |
| Guy Fletcher                                         | 1974 | International Hit of the Year by British Writers                                             | Power to All Our Friends                            | [ 58 ]          |
| Florence + the Machine                               | 2023 | Best Song, Musically and Lyrically                                                           | King                                                | [ 1 ]           |
| Brandon Flowers                                      | 2025 | Special International Award                                                                  |                                                     | [ 29 ]          |
| Peter Gabriel                                        | 1987 | Best Contemporary Song                                                                       | Sledgehammer                                        | [ 59 ]          |
| Peter Gabriel                                        | 1987 | Best Song Musically and Lyrically                                                            | Don’t Give Up                                       | [ 59 ]          |
| Peter Gabriel                                        | 2007 | Lifetime Achievement Award                                                                   |                                                     | [ 19 ]          |
| Peter Gabriel                                        | 2022 | Academy Fellowship                                                                           |                                                     | [ 33 ]          |
| Gabrielle                                            | 2008 | Outstanding Song Collection                                                                  |                                                     | [ 8 ]           |
| Noel Gallagher                                       | 2013 | Outstanding Song Collection                                                                  |                                                     | [ 10 ]          |
| Kenny Gamble                                         | 2006 | Special International Award                                                                  |                                                     | [ 7 ]           |
| Orla Gartland                                        | 2025 | Best Song, Musically and Lyrically                                                           | Mine                                                | [ 29 ]          |
| Guy Garvey                                           | 2009 | Best Contemporary Song                                                                       | Grounds for Divorce                                 | [ 28 ]          |
| Guy Garvey                                           | 2009 | Best Song Musically and Lyrically                                                            | One Day Like This                                   | [ 28 ]          |
| David Gavurin                                        | 1999 | Best Contemporary Song                                                                       | Here’s Where the Story Ends                         | [ 22 ]          |
| Bob Geldof                                           | 2015 | The Ivors Special Anniversary Award                                                          |                                                     | [ 37 ]          |
| Boy George                                           | 2015 | PRS for Music Outstanding Contribution to British Music                                      |                                                     |                 |
| Amanda Ghost                                         | 2007 | Best Selling British Song                                                                    | Beautiful Liar                                      | [ 19 ]          |
| Amanda Ghost                                         | 2006 | International Hit of the Year                                                                | You’re Beautiful                                    | [ 7 ]           |
| Amanda Ghost                                         | 2006 | Most Performed Work                                                                          | You’re Beautiful                                    | [ 7 ]           |
| Barry Gibb                                           | 2006 | BASCA Fellowship                                                                             |                                                     | [ 7 ]           |
| Maurice Gibb                                         | 2006 | BASCA Fellowship                                                                             |                                                     | [ 7 ]           |
| Robin Gibb                                           | 2006 | BASCA Fellowship                                                                             |                                                     | [ 7 ]           |
| Beth Gibbons                                         | 2016 | PRS for Music Outstanding Contribution to British Music                                      |                                                     | [ 3 ]           |
| Gillian Gilbert                                      | 2006 | Outstanding Song Collection                                                                  |                                                     | [ 7 ]           |
| David Gilmour                                        | 1992 | Outstanding Contribution to British Music                                                    |                                                     | [ 46 ]          |
| David Gilmour                                        | 2008 | Lifetime Achievement Award                                                                   |                                                     | [ 8 ]           |
| Kevin Godley                                         | 2004 | Outstanding Song Collection                                                                  |                                                     | [ 12 ]          |
| Goldfrapp                                            | 2021 | The Ivors Inspiration Award                                                                  |                                                     | [ 21 ]          |
| Alison Goldfrapp                                     | 2004 | Dance Award                                                                                  | Strict Machine                                      | [ 12 ]          |
| Ron Goodwin                                          | 1959 | The Year’s Outstanding Light Orchestral Composition                                          | I’m So Ashamed                                      | [ 60 ]          |
| Ron Goodwin                                          | 1972 | Entertainment Music                                                                          |                                                     | [ 61 ]          |
| Ron Goodwin                                          | 1994 | Lifetime Achievement Award                                                                   |                                                     | [ 20 ]          |
| Martin Gore                                          | 1999 | International Achievement                                                                    |                                                     | [ 22 ]          |
| Graham Gouldman                                      | 2004 | Outstanding Song Collection                                                                  |                                                     | [ 12 ]          |
| Ron Grainer                                          | 1962 | Outstanding Composition for Film/TV or Radio                                                 | The Maigret Theme                                   | [ 39 ]          |
| Ron Grainer                                          | 1963 | Outstanding Composition for Film/TV or Radio                                                 | Steptoe and Son                                     | [ 32 ]          |
| Ron Grainer                                          | 1965 | The Year’s Outstanding Score of a Stage Musical                                              | Robert and Elizabeth                                | [ 62 ]          |
| Ron Grainer                                          | 1965 | The Year’s Outstanding Theme from Radio, TV or Film                                          | Not So Much a Programme, More a Way of Life         | [ 62 ]          |
| Matt Gray                                            | 1999 | Best Song Musically and Lyrically                                                            | Believe                                             | [ 22 ]          |
| Matt Gray                                            | 1999 | Best Selling British Single                                                                  | Believe                                             | [ 22 ]          |
| Matt Gray                                            | 1999 | International hit of the year                                                                | Believe                                             | [ 22 ]          |
| Thom Green                                           | 2013 | Album Award                                                                                  | An Awesome Wave                                     | [ 10 ]          |
| Roger Greenaway                                      | 1970 | Special Award for The Most Contemporary Song                                                 | Melting Pot                                         | [ 34 ]          |
| Roger Greenaway                                      | 1971 | The Best Ballad or Romantic Song, Musically and Lyrically                                    | Home Lovin' Man                                     | [ 63 ]          |
| Roger Greenaway                                      | 1971 | British Songwriters of the Year                                                              |                                                     | [ 63 ]          |
| Roger Greenaway                                      | 1972 | British Songwriters of the Year                                                              |                                                     | [ 61 ]          |
| Roger Greenaway                                      | 1994 | The Jimmy Kennedy Award                                                                      |                                                     | [ 20 ]          |
| Colin Greenwood                                      | 1998 | Best Contemporary Song                                                                       | Karma Police                                        | [ 18 ]          |
| Colin Greenwood                                      | 1998 | Best Song Musically and Lyrically                                                            | Paranoid Android                                    | [ 18 ]          |
| Jonny Greenwood                                      | 2009 | Original Film Score                                                                          | There Will Be Blood                                 | [ 28 ]          |
| Will Gregory                                         | 2004 | The Ivors Dance Award                                                                        | Strict Machine                                      | [ 12 ]          |
| Jem Godfrey                                          | 2006 | Best Selling UK Single                                                                       | That’s My Goal                                      | [ 7 ]           |
| Gordy Haab                                           | 2024 | Best Original Video Game Score                                                               | Star Wars Jedi: Survivor                            | [ 24 ]          |
| Geri Halliwell                                       | 1997 | Best Selling British Written Single in the UK                                                | Wannabe                                             | [ 27 ]          |
| Geri Halliwell                                       | 1997 | International Hit of the Year                                                                | Wannabe                                             | [ 27 ]          |
| Pete Ham                                             | 1973 | The Best Song Musically and Lyrically                                                        | Without You                                         | [ 57 ]          |
| Pete Ham                                             | 1973 | International Hit of the Year                                                                | Without You                                         | [ 57 ]          |
| Albert Hammond                                       | 2015 | Outstanding Song Collection                                                                  |                                                     | [ 37 ]          |
| Robert Hardy                                         | 2005 | Best Contemporary Song                                                                       | Take Me Out                                         | [ 5 ]           |
| John Harle                                           | 2013 | Best Television Soundtrack                                                                   | Lucian Freud: Painted Life                          | [ 10 ]          |
| Calvin Harris                                        | 2013 | Songwriter of the Year                                                                       |                                                     | [ 10 ]          |
| Calvin Harris                                        | 2020 | PRS for Music Most Performed Work                                                            | Giant                                               | [ 14 ]          |
| George Harrison                                      | 1971 | The Best Song Musically and Lyrically                                                        | Something                                           | [ 63 ]          |
| George Harrison                                      | 1972 | The 'A' Side of the Record Issued in 1971 Which Achieved the Highest Certified British Sales | My Sweet Lord                                       | [ 61 ]          |
| George Harrison                                      | 1972 | The Most Performed Work of the Year                                                          | My Sweet Lord                                       | [ 61 ]          |
| Jamie Hartman                                        | 2020 | PRS for Music Most Performed Work                                                            | Giant                                               | [ 14 ]          |
| Jamie Hartmann                                       | 2021 | Songwriter of the Year                                                                       |                                                     | [ 21 ]          |
| PJ Harvey                                            | 2012 | Album Award                                                                                  | Let England Shake                                   | [ 6 ]           |
| Tim Hawes                                            | 2002 | Best Selling UK Single                                                                       | Pure and Simple                                     | [ 11 ]          |
| Justin Hawkins                                       | 2004 | Songwriters of the Year                                                                      |                                                     | [ 12 ]          |
| Justin Hayward                                       | 2013 | Outstanding Achievement                                                                      |                                                     | [ 10 ]          |
| Fran Healy                                           | 2000 | Songwriter of the Year                                                                       | Why Does It Always Rain on Me?                      | [ 16 ]          |
| Imogen Heap                                          | 2010 | International Achievement Award                                                              |                                                     | [ 9 ]           |
| Ted Heath                                            | 1958 | Outstanding Personal Services to British Popular Music                                       |                                                     | [ 64 ]          |
| Wayne Hector                                         | 2016 | International Achievement                                                                    |                                                     | [ 3 ]           |
| Alex Heffes                                          | 2012 | Best Original Film Score                                                                     | The First Grader                                    | [ 6 ]           |
| Joe „Mr Piano“ Henderson                             | 1959 | The Best Selling and Most Performed Song of the Year                                         | Trudie                                              | [ 60 ]          |
| Tor Erik Hermansen                                   | 2008 | Best Selling British Song                                                                    | Beautiful Liar                                      | [ 8 ]           |
| Nigel Hess                                           | 1988 | Best Theme From a Radio or TV Production                                                     | Testament                                           | [ 65 ]          |
| Nigel Hess                                           | 1997 | Best Music Commissioned for a Broadcast Production                                           | Hetty Wainthropp Investigates                       | [ 27 ]          |
| Jamie Hewlett                                        | 2006 | Songwriters of the Year                                                                      |                                                     | [ 7 ]           |
| Brian Higgins                                        | 1999 | Best Song Musically and Lyrically                                                            | Believe                                             | [ 22 ]          |
| Brian Higgins                                        | 1999 | Best Selling British Single                                                                  | Believe                                             | [ 22 ]          |
| Brian Higgins                                        | 1999 | International hit of the year                                                                | Believe                                             | [ 22 ]          |
| Andy Hill                                            | 1995 | Best Song Musically and Lyrically                                                            | Think Twice                                         | [ 66 ]          |
| Andy Hill                                            | 1982 | Best Song Musically and Lyrically                                                            | Have You Ever Been in Love                          | [ 13 ]          |
| Andy Hill                                            | 1982 | Songwriter of the Year                                                                       |                                                     | [ 13 ]          |
| Mark Hill                                            | 2000 | Dance Award                                                                                  | Re-Rewind                                           | [ 16 ]          |
| Mark Hill                                            | 2001 | Best Contemporary Song                                                                       | 7 Days                                              | [ 17 ]          |
| Mark Hill                                            | 2001 | Best Dance Single Award                                                                      | Woman Trouble                                       | [ 17 ]          |
| Mark Hill                                            | 2001 | Songwriter of the Year                                                                       |                                                     | [ 17 ]          |
| Tony Hiller                                          | 1977 | International Hit of the Year                                                                | Save Your Kisses for Me                             | [ 31 ]          |
| Tony Hiller                                          | 1977 | Most Performed Work and Best Selling ‘A’ Side                                                | Save Your Kisses for Me                             | [ 31 ]          |
| Nick Hodgson                                         | 2006 | Album Award                                                                                  | Employment                                          | [ 7 ]           |
| Roger Hodgson                                        | 1980 | The Best Song Musically and Lyrically                                                        | The Logical Song                                    | [ 40 ]          |
| Brian Holland                                        | 2004 | Special International Award                                                                  |                                                     | [ 12 ]          |
| Eddie Holland                                        | 2004 | Special International Award                                                                  |                                                     | [ 12 ]          |
| David Holmes                                         | 2015 | Best Original Film Score                                                                     | ’71                                                 | [ 37 ]          |
| David Holmes                                         | 2016 | Best Television Soundtrack                                                                   | London Spy                                          | [ 3 ]           |
| Natalie Ann Holt                                     | 2015 | Best Television Soundtrack                                                                   | The Honourable Woman                                | [ 37 ]          |
| Peter Hook                                           | 2006 | Outstanding Song Collection                                                                  |                                                     | [ 7 ]           |
| Peter Hope                                           | 1969 | Light Music Composition of the Year                                                          | Ring of Kerry                                       | [ 51 ]          |
| Trevor Horn                                          | 2010 | Outstanding Contribution to British Music                                                    |                                                     | [ 9 ]           |
| Joseph Horovitz                                      | 1979 | Best Theme From a Radio or TV Production                                                     | Lillie                                              | [ 67 ]          |
| Ben Howard                                           | 2019 | Best Song Musically and Lyrically                                                            | Nica Libres at Dusk                                 | [ 2 ]           |
| Catherine Howe                                       | 1976 | Best Middle of the Road Song                                                                 | Harry                                               | [ 30 ]          |
| Hozier                                               | 2015 | Best Song Musically and Lyrically                                                            | Take Me to Church                                   | [ 37 ]          |
| Leon Huff                                            | 2006 | Special International Award                                                                  |                                                     | [ 7 ]           |
| Richard Hughes                                       | 2005 | Songwriters of the Year                                                                      |                                                     |                 |
| Chrissie Hynde                                       | 1999 | Outstanding Contribution to British Music                                                    |                                                     | [ 22 ]          |
| Idles                                                | 2019 | Best Album                                                                                   | Joy as an Act of Resistance                         | [ 2 ]           |
| Inflo                                                | 2020 | Best Album                                                                                   | Grey Area                                           | [ 14 ]          |
| Neil Innes                                           | 1969 | Novelty Song of the Year                                                                     | I’m the Urban Spaceman                              | [ 51 ]          |
| The Insects                                          | 2021 | Best Television Soundtrack                                                                   | Devs                                                | [ 21 ]          |
| Tony Iommi                                           | 2015 | Lifetime Achievement                                                                         |                                                     | [ 37 ]          |
| Richard Jacques                                      | 2022 | Best Original Video Game Score                                                               | Marvel’s Guardians of the Galaxy                    | [ 33 ]          |
| Mick Jagger                                          | 2005 | Special Award for Songwriting                                                                |                                                     | [ 5 ]           |
| James                                                | 2023 | PRS for Music Special International Award                                                    |                                                     | [ 1 ]           |
| Alex James                                           | 1996 | Songwriters of the Year                                                                      |                                                     | [ 4 ]           |
| Jamiroquai                                           | 1999 | Outstanding Song Collection                                                                  |                                                     | [ 22 ]          |
| Rupert Jarvis                                        | 2013 | Best Contemporary Song                                                                       | Pelican                                             | [ 10 ]          |
| Jazzie B                                             | 2008 | Inspiration Award                                                                            |                                                     | [ 8 ]           |
| Elton John                                           | 1998 | Best Selling UK Single                                                                       | Candle in the Wind 1997                             | [ 18 ]          |
| Elton John                                           | 1998 | International Hit of the Year                                                                | Candle in the Wind 1997                             | [ 18 ]          |
| Elton John                                           | 2000 | International Achievement in Musical Theatre                                                 | The Lion King                                       | [ 16 ]          |
| Elton John                                           | 2005 | BASCA Fellowship                                                                             |                                                     | [ 5 ]           |
| Dan Jones                                            | 2004 | Best Original Film Score                                                                     | Max                                                 | [ 12 ]          |
| Dan Jones                                            | 2011 | Best Television Soundtrack                                                                   | Any Human Heart                                     | [ 54 ]          |
| Quincy Jones                                         | 2007 | The Special International Award                                                              |                                                     | [ 19 ]          |
| Jon Bon Jovi                                         | 2021 | The Special International Award                                                              |                                                     | [ 21 ]          |
| Richard Jupp                                         | 2009 | Best Contemporary Song                                                                       | Grounds for Divorce                                 | [ 28 ]          |
| Richard Jupp                                         | 2009 | Best Song Musically and Lyrically                                                            | One Day Like This                                   | [ 28 ]          |
| Michael Kamen                                        | 2001 | Best Original Film Score                                                                     | X-Men                                               | [ 17 ]          |
| Kamille                                              | 2023 | Outstanding Song Collection                                                                  |                                                     | [ 1 ]           |
| Alex Kapranos                                        | 2005 | Best Contemporary Song                                                                       | Take Me Out                                         | [ 5 ]           |
| Simon Katz                                           | 1999 | Outstanding Song Collection                                                                  |                                                     | [ 22 ]          |
| Jason Kay                                            | 1999 | Outstanding Song Collection                                                                  |                                                     | [ 22 ]          |
| Willow Kayne                                         | 2021 | Rising Star Award                                                                            |                                                     | [ 21 ]          |
| Ronan Keating                                        | 1998 | Best Original Song for a Film or Broadcast                                                   | Picture of You                                      | [ 18 ]          |
| Gary Kemp                                            | 2012 | Outstanding Song Collection                                                                  |                                                     | [ 6 ]           |
| Jim Kerr                                             | 2016 | Outstanding Song Collection                                                                  |                                                     | [ 3 ]           |
| Natasha Khan                                         | 2010 | Best Contemporary Song                                                                       | Daniel                                              | [ 9 ]           |
| Naomi Kimpenu                                        | 2022 | Rising Star Award with Apple Music                                                           |                                                     | [ 33 ]          |
| Denis King                                           | 1974 | Best Theme From a Radio or TV Production                                                     | Galloping Home                                      | [ 58 ]          |
| Denis King                                           | 1978 | Best British Musical                                                                         | Privates on Parade                                  | [ 31 ]          |
| Grant Kirkhope                                       | 2023 | Best Original Video Game Score                                                               | Mario + Rabbids Sparks of Hope                      | [ 1 ]           |
| Pete Kirtley                                         | 2002 | Best Selling UK Single                                                                       | Pure and Simple                                     | [ 11 ]          |
| Mark Knopfler                                        | 2012 | Lifetime Achievement Award                                                                   |                                                     | [ 6 ]           |
| Beyoncé Knowles                                      | 2008 | Best Selling UK Single                                                                       | Beautiful Liar                                      | [ 8 ]           |
| Oliver Knussen                                       | 2016 | The Ivors Classical Music Award                                                              |                                                     | [ 3 ]           |
| John Konsolakis                                      | 2025 | Best Original Video Game Score                                                               | Farewell North                                      | [ 29 ]          |
| Herbert Kretzmer                                     | 1960 | Uncategorized, but worthy of an Award                                                        | Goodness Gracious Me                                | [ 23 ]          |
| Bobby Krlic                                          | 2020 | Best Original Film Score                                                                     | Midsommar                                           | [ 14 ]          |
| Greg Kurstin                                         | 2010 | Best Song Musically and Lyrically                                                            | The Fear                                            | [ 9 ]           |
| Greg Kurstin                                         | 2010 | Most Performed Song of the Year                                                              | The Fear                                            | [ 9 ]           |
| Greg Kurstin                                         | 2010 | Songwriter of the Year                                                                       |                                                     | [ 9 ]           |
| Lianne La Havas                                      | 2021 | Album Award                                                                                  | Lianne La Havas                                     | [ 21 ]          |
| Labrinth                                             | 2020 | Best Television Soundtrack                                                                   | Euphoria                                            | [ 14 ]          |
| Rob Lane                                             | 2005 | Best Original Music for Television                                                           | Blackpool                                           | [ 5 ]           |
| Rob Lane                                             | 2006 | Best Television Soundtrack                                                                   | Elizabeth I                                         | [ 7 ]           |
| Avril Lavigne                                        | 2003 | International Hit of the Year                                                                | Complicated                                         | [ 15 ]          |
| Jamie Lawson                                         | 2016 | Best Song Musically and Lyrically                                                            | Wasn’t Expecting That                               | [ 3 ]           |
| Simon Le Bon                                         | 1985 | International Hit of the Year                                                                | The Reflex                                          | [ 47 ]          |
| Simon Le Bon                                         | 1994 | The PRS Most Performed Work                                                                  | Ordinary World                                      | [ 20 ]          |
| Simon Le Bon                                         | 2005 | PRS Outstanding Contribution to British Music                                                |                                                     | [ 5 ]           |
| Mike Leander                                         | 1974 | Best Selling British Record                                                                  | I Love You Love Me Love                             | [ 58 ]          |
| Martin Lee                                           | 1977 | International Hit of the Year                                                                | Save Your Kisses for Me                             | [ 31 ]          |
| Oliver Lee                                           | 2016 | Best Contemporary Song                                                                       | All My Friends                                      | [ 3 ]           |
| Jerry Leiber                                         | 2000 | Special International Award                                                                  |                                                     | [ 16 ]          |
| Lennon/McCartney                                     | 1964 | The 'A' Side of the Record Issued in 1963 Which Achieved the Highest Certified British Sales | She Loves You                                       | [ 68 ]          |
| Lennon/McCartney                                     | 1964 | The Most Broadcast Work of the Year                                                          | She Loves You                                       | [ 68 ]          |
| Epstein, Harrison, Lennon, Martin, McCartney & Starr | 1964 | Special Award for Outstanding Services to British Music                                      |                                                     | [ 68 ]          |
| Lennon/McCartney                                     | 1965 | The 'A' Side of the Record Issued in 1964 Which Achieved the Highest Certified British Sales | Can’t Buy Me Love                                   | [ 62 ]          |
| Lennon/McCartney                                     | 1965 | The Most Performed Work of the Year                                                          | Can’t Buy Me Love                                   | [ 62 ]          |
| Lennon/McCartney                                     | 1966 | Outstanding Song of 1965                                                                     | Yesterday                                           | [ 53 ]          |
| Lennon/McCartney                                     | 1966 | The 'A' Side of the Record Issued in 1965 Which Achieved the Highest Certified British Sales | We Can Work It Out                                  | [ 53 ]          |
| Lennon/McCartney                                     | 1967 | The 'A' Side of the Record Issued in 1966 Which Achieved the Highest Certified British Sales | Yellow Submarine                                    | [ 69 ]          |
| Lennon/McCartney                                     | 1967 | The Most Performed Work of the Year                                                          | Michelle                                            | [ 69 ]          |
| Lennon/McCartney                                     | 1968 | Best British Song, Musically and Lyrically                                                   | She’s Leaving Home                                  | [ 50 ]          |
| Lennon/McCartney                                     | 1969 | The 'A' Side of the Record Issued in 1968 Which Achieved the Highest Certified British Sales | Hey Jude                                            | [ 51 ]          |
| Lennon/McCartney                                     | 1970 | The 'A' Side of the Record Issued in 1969 Which Achieved the Highest Certified British Sales | Get Back                                            | [ 34 ]          |
| Lennon/McCartney                                     | 1970 | The Most Performed Work of the Year                                                          | Ob-La-Di, Ob-La-Da                                  | [ 34 ]          |
| John Lennon                                          | 1981 | Special Award for Outstanding Contribution to British Music                                  |                                                     | [ 70 ]          |
| John Lennon                                          | 1982 | The Outstanding British Lyric                                                                |                                                     | [ 13 ]          |
| Annie Lennox                                         | 1984 | Songwriters of the Year                                                                      |                                                     | [ 35 ]          |
| Annie Lennox                                         | 1987 | Best Contemporary Song                                                                       | It’s Alright (Baby’s Coming Back)                   | [ 52 ]          |
| Annie Lennox                                         | 1987 | Songwriters of the Year                                                                      |                                                     | [ 52 ]          |
| Annie Lennox                                         | 1993 | Best Song Musically and Lyrically                                                            | Why                                                 | [ 71 ]          |
| Annie Lennox                                         | 2015 | BASCA Fellowship                                                                             |                                                     | [ 37 ]          |
| Jona Lewie                                           | 1981 | The Best Pop Song                                                                            | Stop the Cavalry                                    | [ 70 ]          |
| Shaznay Lewis                                        | 2001 | PRS Most Performed Work                                                                      | Pure Shores                                         | [ 17 ]          |
| Gary Lightbody                                       | 2005 | Album Award                                                                                  | Final Straw                                         | [ 5 ]           |
| Little Simz                                          | 2020 | Best Album                                                                                   | Grey Area                                           | [ 14 ]          |
| Little Simz                                          | 2022 | Best Contemporary Song                                                                       | I Love You, I Hate You                              | [ 33 ]          |
| Ian Livingstone                                      | 2011 | Original Video Game Score                                                                    | Napoleon: Total War                                 | [ 54 ]          |
| Andrew Lloyd Webber                                  | 2012 | BASCA Fellowship                                                                             | 14 Ivor Novello Awards                              | [ 6 ]           |
| John Lodge                                           | 1985 | Outstanding Contribution to British Music                                                    |                                                     | [ 47 ]          |
| London Grammar                                       | 2014 | Best Song Musically and Lyrically                                                            | Strong                                              | [ 26 ]          |
| Gordon Lorenz                                        | 1981 | The Best Selling 'A' Side                                                                    | There’s No One Quite Like Grandma                   | [ 70 ]          |
| Cass Lowe                                            | 2016 | Best Contemporary Song                                                                       | All My Friends                                      | [ 3 ]           |
| Chris Lowe                                           | 1987 | Best International Hit                                                                       | West End Girls                                      | [ 52 ]          |
| Chris Lowe                                           | 2000 | Outstanding Contribution to British Music                                                    |                                                     | [ 16 ]          |
| Jeff Lynne                                           | 1979 | Special Award for their Contribution to British Music                                        |                                                     | [ 67 ]          |
| Jeff Lynne                                           | 1981 | The Best Film Song, Theme or Score                                                           | Xanadu                                              | [ 70 ]          |
| Jeff Lynne                                           | 1996 | Outstanding Services to British Music                                                        |                                                     | [ 4 ]           |
| Steve Mac                                            | 2020 | Songwriter of the Year                                                                       |                                                     | [ 14 ]          |
| Ewan MacColl                                         | 1972 | Best Ballad or Romantic Song                                                                 | First Time Ever I Saw Your Face                     | [ 61 ]          |
| Galt MacDermot                                       | 1961 | The Year’s Outstanding Jazz Work                                                             | African Waltz                                       | [ 38 ]          |
| James MacMillan                                      | 2009 | Classical Music Award                                                                        |                                                     | [ 38 ]          |
| Mick MacNeil                                         | 2016 | Outstanding Song Collection                                                                  |                                                     | [ 3 ]           |
| Madness                                              | 2000 | Outstanding Song Collection                                                                  |                                                     | [ 16 ]          |
| Madonna                                              | 2000 | Most Performed Work                                                                          | Beautiful Stranger                                  | [ 16 ]          |
| Madonna                                              | 2007 | International Hit of the Year                                                                | Sorry                                               | [ 19 ]          |
| Joris de Man                                         | 2010 | Original Video Game Score                                                                    | Killzone 2                                          | [ 9 ]           |
| Dario Marianelli                                     | 2008 | Original Film Score                                                                          | Atonement                                           | [ 8 ]           |
| Dario Marianelli                                     | 2013 | Original Film Score                                                                          | Anna Karenina                                       | [ 10 ]          |
| Johnny Marr                                          | 2010 | Inspiration Award                                                                            |                                                     | [ 9 ]           |
| Steve Marriott                                       | 1996 | PRS Outstanding Contribution to British Music                                                |                                                     | [ 4 ]           |
| Grant Marshall                                       | 2009 | Outstanding Contribution to British Music                                                    |                                                     | [ 28 ]          |
| Bill Martin                                          | 1968 | The Most Performed Work of the Year                                                          | Puppet on a String                                  | [ 50 ]          |
| Bill Martin                                          | 1969 | The Most Performed Work of the Year                                                          | Congratulations                                     | [ 51 ]          |
| Bill Martin                                          | 1975 | Songwriters of the Year                                                                      |                                                     | [ 25 ]          |
| Chris Martin                                         | 2009 | Best Selling UK Song                                                                         | Viva la Vida                                        | [ 28 ]          |
| Barry Mason                                          | 1968 | The 'A' Side of the Record Issued in 1967 Which Achieved the Highest Certified British Sales | The Last Waltz                                      | [ 50 ]          |
| Barry Mason                                          | 1969 | Britain’s International Song of the Year                                                     | Delilah                                             | [ 51 ]          |
| Barry Mason                                          | 1970 | British International Hit of the Year                                                        | Love Is All                                         | [ 34 ]          |
| Barry Mason                                          | 1971 | The Best Pop Song                                                                            | Love Grows (Where My Rosemary Goes)                 | [ 63 ]          |
| Barry Mason                                          | 1998 | The Jimmy Kennedy Award                                                                      |                                                     | [ 18 ]          |
| Blanck Mass                                          | 2021 | Best Original Film Score                                                                     | Calm with Horses                                    | [ 21 ]          |
| Master Peace                                         | 2024 | Rising Star Award with Apple Music                                                           |                                                     | [ 24 ]          |
| Scott Matthews                                       | 2007 | Best Song Musically and Lyrically                                                            | Elusive                                             | [ 19 ]          |
| Brian May                                            | 1987 | Outstanding Contribution to British Music                                                    |                                                     | [ 52 ]          |
| Brian May                                            | 1992 | Best Selling 'A' Side                                                                        | Bohemian Rhapsody/ These Are the Days of Our Lives  | [ 46 ]          |
| Brian May                                            | 2005 | Outstanding Song Collection                                                                  |                                                     | [ 5 ]           |
| John McCabe                                          | 2014 | Classical Music Award                                                                        |                                                     | [ 26 ]          |
| Nick McCarthy                                        | 2005 | Best Contemporary Song                                                                       | Take Me Out                                         | [ 5 ]           |
| Paul McCartney                                       | 1966 | Outstanding Song of 1965                                                                     | Yesterday                                           | [ 53 ]          |
| Paul McCartney                                       | 2000 | BASCA Fellowship                                                                             |                                                     | [ 16 ]          |
| Mark McClelland                                      | 2005 | Album Award                                                                                  | Final Straw                                         | [ 5 ]           |
| Shane MacGowan                                       | 2018 | The Ivors Inspiration Award                                                                  |                                                     | [ 10 ]          |
| Derrick McKenzie                                     | 1999 | Outstanding Song Collection                                                                  |                                                     | [ 22 ]          |
| Timothy McKenzie                                     | 2011 | Best Contemporary Song                                                                       | Pass Out                                            | [ 54 ]          |
| Stuart McLennan                                      | 1999 | Best Song Musically and Lyrically                                                            | Believe                                             | [ 22 ]          |
| Stuart McLennan                                      | 1999 | Best Selling British Single                                                                  | Believe                                             | [ 22 ]          |
| Stuart McLennan                                      | 1999 | International hit of the year                                                                | Believe                                             | [ 22 ]          |
| Ralph McTell                                         | 1975 | The Best Song                                                                                | Streets of London                                   | [ 25 ]          |
| Christine McVie                                      | 2014 | Lifetime Achievement Award                                                                   |                                                     | [ 26 ]          |
| Joe Meek                                             | 1963 | The 'A' Side of the Record Issued in 1962 Which Achieved the Highest Certified British Sales | Telstar                                             | [ 32 ]          |
| Freddie Mercury                                      | 1976 | Best Selling British Record                                                                  | Bohemian Rhapsody                                   | [ 30 ]          |
| Freddie Mercury                                      | 1987 | Outstanding Contribution to British Music                                                    |                                                     | [ 52 ]          |
| Freddie Mercury                                      | 1992 | Best Selling 'A' Side                                                                        | Bohemian Rhapsody/ These Are the Days of Our Lives  | [ 46 ]          |
| Freddie Mercury                                      | 1994 | The International Hit of the Year                                                            | Living on My Own                                    | [ 20 ]          |
| Freddie Mercury                                      | 2005 | Outstanding Song Collection                                                                  |                                                     | [ 5 ]           |
| George Michael                                       | 1985 | Most Performed Work                                                                          | Careless Whisper                                    | [ 47 ]          |
| George Michael                                       | 1985 | Songwriter of the Year                                                                       |                                                     | [ 47 ]          |
| George Michael                                       | 1989 | International Hit of the Year                                                                | Faith                                               | [ 48 ]          |
| George Michael                                       | 1989 | Songwriters of the Year                                                                      |                                                     | [ 48 ]          |
| George Michael                                       | 1997 | PRS Award for Most Performed Work of 1996                                                    | Fastlove                                            | [ 27 ]          |
| George Michael                                       | 1997 | Songwriter of the Year                                                                       |                                                     | [ 27 ]          |
| Mika                                                 | 2008 | Songwriter of the Year                                                                       |                                                     | [ 8 ]           |
| Troy Miller                                          | 2020 | PRS for Music Most Performed Work                                                            | Giant                                               | [ 14 ]          |
| Richard G. Mitchell                                  | 1999 | Best Original Music for a TV or Radio Broadcast                                              | Trial By Fire                                       | [ 22 ]          |
| Sean Moore                                           | 2015 | The Ivors Inspiration Award                                                                  |                                                     | [ 37 ]          |
| Stephen Morris                                       | 2006 | Outstanding Song Collection                                                                  |                                                     | [ 7 ]           |
| Van Morrison                                         | 1995 | Lifetime Achievement Award                                                                   |                                                     | [ 66 ]          |
| Morrissey                                            | 1998 | PRS Outstanding Contribution to British Music                                                |                                                     | [ 18 ]          |
| Tony Mortimer                                        | 1995 | Songwriter of the Year                                                                       |                                                     | [ 66 ]          |
| Larry Mullen, Jr.                                    | 2002 | Best Song Musically and Lyrically                                                            | Walk On                                             | [ 11 ]          |
| Larry Mullen, Jr.                                    | 2025 | Academy Fellowship                                                                           |                                                     | [ 29 ]          |
| Mumford & Sons                                       | 2014 | International Achievement                                                                    |                                                     | [ 26 ]          |
| Muse                                                 | 2011 | International Achievement                                                                    |                                                     | [ 54 ]          |
| Frank Musker, Brian May                              | 1997 | Best Song Musically and Lyrically                                                            | Too Much Love Will Kill You                         | [ 27 ]          |
| Laura Mvula                                          | 2017 | Album Award                                                                                  | The Dreaming Room                                   | [ 72 ]          |
| Laura Mvula                                          | 2022 | Best Album                                                                                   | Pink Noise                                          | [ 33 ]          |
| Stanley Myers                                        | 1993 | Best Theme From a Radio or TV Production                                                     | (Theme from) Stalag Luft                            | [ 71 ]          |
| Stanley Myers                                        | 1994 | Best Theme From a Radio or TV Production                                                     | (Theme from) Middlemarch                            | [ 20 ]          |
| Mysie                                                | 2020 | Rising Star Award with Apple Music                                                           |                                                     | [ 14 ]          |
| Jimmy Napes                                          | 2015 | PRS for Music Most Performed Work                                                            | Rather Be                                           | [ 37 ]          |
| Jimmy Napes                                          | 2015 | Best Contemporary Song                                                                       | Rather Be                                           | [ 37 ]          |
| Norman Newell                                        | 1961 | Most Outstanding Song of the Year                                                            | Portrait of My Love                                 | [ 38 ]          |
| Anthony Newley                                       | 1961 | The Year’s Outstanding Score of a Musical Stage Play                                         | Stop the World – I Want to Get Off                  | [ 38 ]          |
| Anthony Newley                                       | 1962 | Most Outstanding Song of the Year                                                            | What Kind of Fool Am I?                             | [ 39 ]          |
| Joe Newman                                           | 2013 | Album Award                                                                                  | An Awesome Wave                                     | [ 10 ]          |
| Randy Newman                                         | 2013 | Special International Award                                                                  |                                                     | [ 10 ]          |
| Peter Nichols                                        | 1977 | Best British Musical                                                                         | Privates on Parade                                  | [ 31 ]          |
| Julian Nott                                          | 2009 | Best Television Soundtrack                                                                   | Wallace and Gromit: A Matter of Loaf and Death      | [ 28 ]          |
| Rick Nowels                                          | 2004 | International Hit of the Year                                                                | White Flag                                          | [ 12 ]          |
| Gary Numan                                           | 2017 | Inspiration Award                                                                            |                                                     | [ 73 ]          |
| Paolo Nutini                                         | 2010 | Album Award                                                                                  | Sunny Side Up                                       | [ 9 ]           |
| Michael Nyman                                        | 2011 | Classical Music Award                                                                        |                                                     | [ 54 ]          |
| Conor O’Brien                                        | 2011 | Best Song Musically and Lyrically                                                            | Becoming a Jackal                                   | [ 54 ]          |
| Conor O’Brien                                        | 2016 | Album Award                                                                                  | Darling Arithmetic                                  | [ 3 ]           |
| Ed O’Brien                                           | 2004 | International Achievement                                                                    |                                                     | [ 12 ]          |
| Obongjayar                                           | 2021 | Best Song Musically and Lyrically                                                            | God's Own Children                                  | [ 21 ]          |
| Tom Odell                                            | 2014 | Songwriter of the Year                                                                       |                                                     | [ 26 ]          |
| Patrick Okogwu                                       | 2011 | Best Contemporary Song                                                                       | Pass Out                                            | [ 54 ]          |
| Jason Orange                                         | 2008 | PRS for Music Most Performed Work                                                            | Shine                                               | [ 8 ]           |
| Jason Orange                                         | 2012 | PRS for Music Outstanding Contribution to British Music                                      |                                                     | [ 6 ]           |
| Cyril Ornadel                                        | 1961 | Most Outstanding Song of the Year                                                            | Portrait of My Love                                 | [ 38 ]          |
| Roland Orzabal                                       | 1986 | Songwriter of the Year                                                                       |                                                     | [ 45 ]          |
| Ozzy Osbourne                                        | 2015 | Lifetime Achievement                                                                         |                                                     | [ 37 ]          |
| Mark Owen                                            | 2008 | PRS for Music Most Performed Work                                                            | Shine                                               | [ 8 ]           |
| Mark Owen                                            | 2012 | PRS for Music Outstanding Contribution to British Music                                      |                                                     | [ 6 ]           |
| Bill Padley                                          | 2006 | Best Selling UK Single                                                                       | That’s My Goal                                      | [ 7 ]           |
| Justin Parker                                        | 2012 | Best Contemporary Song                                                                       | Video Games                                         | [ 6 ]           |
| Passenger                                            | 2014 | Most Performed Work                                                                          | Let Her Go                                          | [ 26 ]          |
| Jack Patterson                                       | 2015 | Best Contemporary Song                                                                       | Rather Be                                           | [ 37 ]          |
| Lynsey de Paul                                       | 1973 | Best Ballad or Romantic Song                                                                 | Won’t Somebody Dance With Me                        | [ 57 ]          |
| Lynsey de Paul                                       | 1974 | Best Theme From a Radio or TV Production                                                     | No, Honestly                                        | [ 58 ]          |
| Hannah Peele                                         | 2023 | Best Television Soundtrack                                                                   | The Midwich Cuckoos                                 | [ 1 ]           |
| Daniel Pemberton                                     | 2010 | Best Television Soundtrack                                                                   | Desperate Romantics                                 | [ 9 ]           |
| Jimmy Perry                                          | 1971 | Best Theme from Any Film, Television Programme or Theatrical Production                      | Who Do You Think You Are Kidding Mr Hitler          | [ 63 ]          |
| Martin Phipps                                        | 2007 | Best Television Soundtrack                                                                   | The Virgin Queen                                    | [ 19 ]          |
| Martin Phipps                                        | 2008 | Best Television Soundtrack                                                                   | Oliver Twist                                        | [ 8 ]           |
| Martin Phipps                                        | 2012 | Best Television Soundtrack                                                                   | The Shadow Line                                     | [ 6 ]           |
| Martin Phipps                                        | 2015 | Best Television Soundtrack                                                                   | The Honourable Woman                                | [ 37 ]          |
| Marco Pirroni                                        | 1982 | Songwriters of the Year                                                                      |                                                     | [ 13 ]          |
| Marco Pirroni                                        | 1982 | Best Selling UK single                                                                       | Stand and Deliver                                   | [ 13 ]          |
| Simon Poole                                          | 2020 | Best Original Video Game Score                                                               | Draugen                                             | [ 14 ]          |
| Vince Pope                                           | 2025 | Best Television Soundtrack                                                                   | True Detective: Night Country                       | [ 29 ]          |
| Joel Pott                                            | 2006 | Best Contemporary Song                                                                       | Wires                                               | [ 7 ]           |
| Craig Potter                                         | 2009 | Best Contemporary Song                                                                       | Grounds for Divorce                                 | [ 28 ]          |
| Craig Potter                                         | 2009 | Best Song Musically and Lyrically                                                            | One Day Like This                                   | [ 28 ]          |
| Mark Potter                                          | 2009 | Best Contemporary Song                                                                       | Grounds for Divorce                                 | [ 28 ]          |
| Mark Potter                                          | 2009 | Best Song Musically and Lyrically                                                            | One Day Like This                                   | [ 28 ]          |
| John Powell                                          | 2010 | Original Film Score                                                                          | Ice Age 3: Dawn of the Dinosaurs                    | [ 9 ]           |
| John Powell                                          | 2011 | Best Original Film Score                                                                     | How to Train Your Dragon                            | [ 54 ]          |
| John Powell                                          | 2023 | Best Original Film Score                                                                     | Don’t Worry Darling                                 | [ 1 ]           |
| Tim Powell                                           | 1999 | Best Song Musically and Lyrically                                                            | Believe                                             | [ 22 ]          |
| Tim Powell                                           | 1999 | Best Selling British Single                                                                  | Believe                                             | [ 22 ]          |
| Tim Powell                                           | 1999 | International hit of the year                                                                | Believe                                             | [ 22 ]          |
| Stuart Price                                         | 2007 | International Hit of the Year                                                                |                                                     | [ 19 ]          |
| Procol Harum                                         | 1967 | Britain’s International Song of the Year                                                     | A Whiter Shade of Pale                              | [ 69 ]          |
| Jonny Quinn                                          | 2005 | Album Award                                                                                  | Final Straw                                         | [ 5 ]           |
| Radiohead                                            | 2004 | International Achievement                                                                    |                                                     | [ 12 ]          |
| Radiohead                                            | 2008 | Album Award                                                                                  | In Rainbows                                         | [ 8 ]           |
| Raffertie                                            | 2025 | Best Original Film Score                                                                     | The Substance                                       | [ 29 ]          |
| Rag ’n’ Bone Man                                     | 2020 | PRS for Music Most Performed Work                                                            | Giant                                               | [ 14 ]          |
| Raye                                                 | 2023 | Best Contemporary Song                                                                       | Escapism                                            | [ 1 ]           |
| Raye                                                 | 2024 | Songwriter of the Year                                                                       |                                                     | [ 24 ]          |
| Lou Reed                                             | 2005 | Special International Award                                                                  |                                                     | [ 5 ]           |
| Remee                                                | 2004 | PRS Most Performed Work                                                                      | Superstar                                           | [ 12 ]          |
| Salaam Remi                                          | 2004 | Best Contemporary Song                                                                       | Stronger Than Me                                    | [ 12 ]          |
| Nick Rhodes                                          | 2005 | PRS Outstanding Contribution to British Music                                                |                                                     | [ 5 ]           |
| Tim Rice                                             | 2000 | International Achievement in Musical Theatre                                                 | The Lion King                                       | [ 16 ]          |
| Tim Rice                                             | 2013 | BASCA Fellowship                                                                             |                                                     | [ 10 ]          |
| Tim Rice-Oxley                                       | 2005 | Songwriters of the Year                                                                      |                                                     | [ 5 ]           |
| Cliff Richard                                        | 1962 | Outstanding Services to British Music                                                        |                                                     | [ 39 ]          |
| Keith Richards                                       | 2005 | Special Award for Songwriting                                                                |                                                     | [ 5 ]           |
| Right Said Fred                                      | 1992 | PRS Most Performed Work                                                                      | I’m Too Sexy                                        | [ 46 ]          |
| Right Said Fred                                      | 1993 | PRS Most Performed Work                                                                      | Deeply Dippy                                        | [ 71 ]          |
| Simon Rix                                            | 2006 | Album Award                                                                                  |                                                     | [ 7 ]           |
| Paddy Roberts                                        | 1956 | The Year’s Outstanding Comedy Song                                                           | Got’n Idea                                          | [ 55 ]          |
| Paddy Roberts                                        | 1956 | The Year’s Outstanding Popular Song                                                          | In Love for the Very First Time                     | [ 55 ]          |
| Smokey Robinson                                      | 2009 | Special International Award                                                                  |                                                     | [ 28 ]          |
| Nile Rodgers                                         | 2014 | Special International Award                                                                  |                                                     | [ 26 ]          |
| Paul Rodgers                                         | 2011 | Outstanding Contribution to British Music                                                    |                                                     | [ 54 ]          |
| Gavin Rossdale                                       | 2013 | International Achievement                                                                    |                                                     | [ 10 ]          |
| Tom Rowlands                                         | 2014 | Outstanding Song Collection                                                                  |                                                     | [ 26 ]          |
| Myles Rudge                                          | 1966 | The Year’s Outstanding Novelty Item                                                          | A Windmill in Old Amsterdam                         | [ 53 ]          |
| John Rutter                                          | 2007 | The Ivors Classical Music Award                                                              |                                                     | [ 19 ]          |
| Paul Ryder                                           | 2016 | The Ivors Inspiration Award                                                                  |                                                     | [ 3 ]           |
| Shaun Ryder                                          | 2016 | The Ivors Inspiration Award                                                                  |                                                     | [ 3 ]           |
| Ben Salisbury                                        | 2016 | Best Original Film Score                                                                     | Ex Machina                                          | [ 3 ]           |
| Ben Salisbury                                        | 2021 | Best Television Soundtrack                                                                   | Devs                                                | [ 21 ]          |
| Gwilym Sainsbury                                     | 2013 | Album Award                                                                                  | An Awesome Wave                                     | [ 10 ]          |
| Richie Sambora                                       | 2021 | The Special International Award                                                              |                                                     | [ 21 ]          |
| Jeremy Sams                                          | 2005 | Best Original Film Score                                                                     | Enduring Love                                       | [ 5 ]           |
| Emeli Sandé                                          | 2013 | Best Song Musically and Lyrically                                                            | Next to Me                                          | [ 10 ]          |
| Emeli Sandé                                          | 2013 | Most Performed Work                                                                          | Next to Me                                          | [ 10 ]          |
| Sans Souci                                           | 2025 | Best Contemporary Song                                                                       | Circumvagating Georgia                              | [ 29 ]          |
| Peter Sarstedt                                       | 1970 | The Best Song Musically and Lyrically                                                        | Where Do You Go To (My Lovely)?                     | [ 34 ]          |
| Sault                                                | 2023 | Best Album                                                                                   | 11                                                  | [ 1 ]           |
| Dominik Scherrer                                     | 2014 | Best Television Soundtrack                                                                   | Ripper Street                                       | [ 26 ]          |
| Mike Scott                                           | 1992 | Best Song Musically and Lyrically                                                            | The Whole of the Moon                               | [ 46 ]          |
| Neil Sedaka                                          | 2010 | Special International Award                                                                  |                                                     | [ 9 ]           |
| Self Esteem                                          | 2025 | The Ivors Visionary Award                                                                    |                                                     | [ 29 ]          |
| Philip Selway                                        | 1998 | Best Contemporary Song                                                                       | Karma Police                                        | [ 18 ]          |
| Shakira                                              | 2022 | PRS for Music Special International Award                                                    |                                                     | [ 33 ]          |
| Arthur Sharpe                                        | 2022 | Best Television Soundtrack                                                                   | Landscapers                                         | [ 33 ]          |
| Arthur Sharpe                                        | 2024 | Best Television Soundtrack                                                                   | The Following Events Are Based on a Pack of Lies    | [ 24 ]          |
| George Shearing                                      | 1993 | Lifetime Achievement Award                                                                   |                                                     | [ 71 ]          |
| Ed Sheeran                                           | 2012 | Best Song Musically and Lyrically                                                            | The A Team                                          | [ 6 ]           |
| Ed Sheeran                                           | 2015 | PRS for Music Most Performed Work                                                            | Bad Habits                                          | [ 33 ]          |
| Ed Sheeran                                           | 2022 | Best Television Soundtrack                                                                   | Landscapers                                         | [ 33 ]          |
| Lee Sheriden                                         | 1977 | International Hit of the Year                                                                |                                                     | [ 31 ]          |
| Lee Sheriden                                         | 1977 | Most Performed Work and Best Selling ‘A’ Side                                                |                                                     | [ 31 ]          |
| Yoko Shimomura                                       | 2023 | Best Original Video Game Score                                                               | Mario + Rabbids Sparks of Hope                      | [ 1 ]           |
| Ed Simons                                            | 2014 | Outstanding Song Collection                                                                  |                                                     | [ 26 ]          |
| Peter Sinfield                                       | 1983 | The Best Song Musically and Lyrically                                                        | Have You Ever Been in Love                          | [ 43 ]          |
| Siouxsie Sioux                                       | 2012 | Inspiration Award                                                                            |                                                     | [ 6 ]           |
| Sacha Skarbek                                        | 2006 | Most Performed Work                                                                          | You’re Beautiful                                    | [ 7 ]           |
| Sacha Skarbek                                        | 2006 | International Hit of the Year                                                                | You’re Beautiful                                    | [ 7 ]           |
| Skepta                                               | 2024 | The Ivors Visionary Award                                                                    |                                                     | [ 24 ]          |
| Allan Smethurst                                      | 1967 | Novelty Song of the Year                                                                     | Hev Yew Gotta Loight, Boy?                          | [ 69 ]          |
| Fraser T. Smith                                      | 2020 | Best Contemporary Song                                                                       | Black                                               | [ 14 ]          |
| Myles Smith                                          | 2025 | PRS for Music Most Performed Work                                                            | Stargazing                                          | [ 29 ]          |
| Robert Smith                                         | 2005 | International Achievement                                                                    |                                                     | [ 5 ]           |
| Toby Smith                                           | 1999 | Outstanding Song Collection                                                                  |                                                     | [ 22 ]          |
| Stephen Sondheim                                     | 2011 | Special International Award                                                                  |                                                     | [ 54 ]          |
| Speakers Corner Quartet                              | 2024 | Best Contemporary Song                                                                       | Geronimo Blues                                      | [ 24 ]          |
| Tom Springfield                                      | 1966 | Most Performed Work                                                                          | I’ll Never Find Another You                         | [ 53 ]          |
| Bruce Springsteen                                    | 2024 | Academy Fellowship                                                                           |                                                     | [ 24 ]          |
| Jack Steadman                                        | 2015 | Album Award                                                                                  | So Long, See You Tomorrow                           | [ 37 ]          |
| Geoff Stephens                                       | 2000 | Jimmy Kennedy Award                                                                          |                                                     | [ 16 ]          |
| Cat Stevens                                          | 2007 | Outstanding Song Collection                                                                  |                                                     | [ 19 ]          |
| Dave Stewart                                         | 1984 | Songwriters of the Year                                                                      |                                                     | [ 35 ]          |
| Dave Stewart                                         | 1987 | Best Contemporary Song                                                                       | It’s Alright (Baby’s Coming Back)                   | [ 52 ]          |
| Dave Stewart                                         | 1987 | Songwriters of the Year                                                                      |                                                     | [ 52 ]          |
| Dave Stewart                                         | 1993 | Outstanding Contemporary Song Collection                                                     |                                                     | [ 71 ]          |
| Eric Stewart                                         | 2004 | Outstanding Song Collection                                                                  |                                                     | [ 12 ]          |
| Rod Stewart                                          | 1999 | Lifetime Achievement                                                                         |                                                     | [ 22 ]          |
| Sting                                                | 2002 | Lifetime Achievement Award                                                                   |                                                     | [ 11 ]          |
| Sting                                                | 2023 | Academy Fellowship                                                                           |                                                     | [ 1 ]           |
| Mike Stock                                           | 1988 | Best Selling 'A' Side                                                                        | Never Gonna Give You Up                             | [ 65 ]          |
| Mike Stock                                           | 1988 | International Hit of the Year                                                                | Never Gonna Give You Up                             | [ 65 ]          |
| Mike Stock                                           | 1988 | Most Performed Work                                                                          | Never Gonna Give You Up                             | [ 65 ]          |
| Mike Stock                                           | 1988 | Songwriters of the Year                                                                      | Never Gonna Give You Up                             | [ 65 ]          |
| Mike Stock                                           | 1989 | Most Performed Work                                                                          | I Should Be So Lucky                                | [ 48 ]          |
| Mike Stoller                                         | 2000 | Special International Award                                                                  |                                                     | [ 16 ]          |
| Harry Styles                                         | 2021 | PRS for Music Most Performed Work                                                            | Adore You                                           | [ 21 ]          |
| Harry Styles                                         | 2023 | PRS for Music Most Performed Work                                                            | As It Was                                           | [ 1 ]           |
| Bernard Sumner                                       | 2006 | Outstanding Song Collection                                                                  |                                                     | [ 7 ]           |
| Bernie Taupin                                        | 1998 | International Hit of the year                                                                | Candle in the Wind 1997                             | [ 18 ]          |
| Bernie Taupin                                        | 1998 | Best Selling UK single                                                                       | Candle in the Wind 1997                             | [ 18 ]          |
| Bernie Taupin                                        | 2024 | Outstanding Contribution to British Music                                                    |                                                     | [ 24 ]          |
| Sir John Tavener                                     | 2005 | The Ivors Classical Music Award                                                              |                                                     | [ 5 ]           |
| Andy Taylor                                          | 2005 | PRS Outstanding Contribution to British Music                                                |                                                     | [ 5 ]           |
| Nigel John Taylor                                    | 1966 | The Year’s Outstanding Score of a Stage Musical                                              | Charlie Girl                                        | [ 53 ]          |
| Nigel John Taylor                                    | 1985 | International Hit of the Year                                                                | The Reflex                                          | [ 47 ]          |
| Nigel John Taylor                                    | 1994 | The PRS Most Performed Work                                                                  | Ordinary World                                      | [ 20 ]          |
| Nigel John Taylor                                    | 2005 | PRS Outstanding Contribution to British Music                                                |                                                     | [ 5 ]           |
| Roger Andrew Taylor                                  | 1985 | International Hit of the Year                                                                | The Reflex                                          | [ 47 ]          |
| Roger Andrew Taylor                                  | 2005 | PRS Outstanding Contribution to British Music                                                |                                                     | [ 5 ]           |
| Roger Taylor                                         | 1987 | Outstanding Contribution to British Music                                                    |                                                     | [ 52 ]          |
| Roger Taylor                                         | 1992 | Best Selling 'A' Side                                                                        | Bohemian Rhapsody / These Are the Days of Our Lives | [ 46 ]          |
| Roger Taylor                                         | 2005 | Outstanding Song Collection                                                                  |                                                     | [ 5 ]           |
| Robin Taylor-Firth                                   | 1998 | Best Dance Music                                                                             | You’re Not Alone                                    | [ 18 ]          |
| Roger Taylor                                         | 1985 | International Hit of the Year                                                                |                                                     | [ 47 ]          |
| Tears for Fears                                      | 2021 | Outstanding Song Collection                                                                  |                                                     | [ 21 ]          |
| Neil Tennant                                         | 1987 | Best International Hit                                                                       | West End Girls                                      | [ 52 ]          |
| Neil Tennant                                         | 2000 | Outstanding Contribution to British Music                                                    |                                                     | [ 16 ]          |
| Rhian Teasdale                                       | 2023 | Songwriter of the Year                                                                       |                                                     | [ 1 ]           |
| Kate Tempest                                         | 2024 | Best Contemporary Song                                                                       | Geronimo Blues                                      | [ 24 ]          |
| Richard Thompson                                     | 1997 | Outstanding Song Collection                                                                  |                                                     | [ 27 ]          |
| Paul Thomson                                         | 2005 | Best Contemporary Song                                                                       | Take Me Out                                         | [ 5 ]           |
| Glenn Tilbrook                                       | 2008 | Outstanding Contribution to British Music                                                    |                                                     | [ 8 ]           |
| Tin Tin Out                                          | 1999 | Best Contemporary Song                                                                       | Here’s Where the Story Ends                         | [ 22 ]          |
| Steve Torch                                          | 1999 | Best Song Musically and Lyrically                                                            | Believe                                             | [ 22 ]          |
| Steve Torch                                          | 1999 | Best Selling British Single                                                                  | Believe                                             | [ 22 ]          |
| Steve Torch                                          | 1999 | International hit of the year                                                                | Believe                                             | [ 22 ]          |
| Pete Townshend                                       | 2001 | Lifetime Achievement Award                                                                   |                                                     | [ 17 ]          |
| Stan Tracey                                          | 2012 | Jazz Award                                                                                   |                                                     | [ 6 ]           |
| Travis                                               | 2000 | Best Contemporary Song                                                                       | Why Does It Always Rain on Me?                      | [ 16 ]          |
| KT Tunstall                                          | 2006 | Best Song Musically and Lyrically                                                            | Suddenly I See                                      | [ 7 ]           |
| KT Tunstall                                          | 2024 | Outstanding Song Collection                                                                  |                                                     | [ 24 ]          |
| Mark-Anthony Turnage                                 | 2021 | The Ivors Classical Music Award                                                              |                                                     | [ 21 ]          |
| Alex Turner                                          | 2007 | Album Award                                                                                  | Whatever People Say I Am, That’s What I’m Not       | [ 19 ]          |
| Peter Turner                                         | 2009 | Best Contemporary Song                                                                       | Grounds for Divorce                                 | [ 28 ]          |
| Peter Turner                                         | 2009 | Best Song Musically and Lyrically                                                            | One Day Like This                                   | [ 28 ]          |
| Simon Fisher Turner                                  | 2014 | Best Original Film Score                                                                     | The Epic of Everest                                 | [ 26 ]          |
| U2                                                   | 2002 | Best Song Musically and Lyrically                                                            | Walk On                                             | [ 11 ]          |
| U2                                                   | 2003 | Outstanding Song Collection                                                                  |                                                     | [ 15 ]          |
| U2                                                   | 2005 | International Hit of the Year                                                                | Vertigo                                             | [ 5 ]           |
| Björn Ulvaeus                                        | 2002 | Special International Award                                                                  |                                                     | [ 11 ]          |
| Augustus Unger-Hamilton                              | 2013 | Album Award                                                                                  | An Awesome Wave                                     | [ 10 ]          |
| Adrian Utley                                         | 2016 | PRS for Music Outstanding Contribution to British Music                                      |                                                     | [ 3 ]           |
| Midge Ure                                            | 2015 | The Ivors Special Anniversary Award                                                          |                                                     | [ 37 ]          |
| Andrew Vowles                                        | 2009 | Outstanding Contribution to British Music                                                    |                                                     | [ 28 ]          |
| Tony Waddington                                      | 1976 | Songwriters of the Year                                                                      |                                                     | [ 30 ]          |
| Errollyn Wallen                                      | 2013 | Classical Music Award                                                                        |                                                     | [ 10 ]          |
| Bill Ward                                            | 2015 | Lifetime Achievement                                                                         |                                                     | [ 37 ]          |
| Diane Warren                                         | 2008 | Special International Award                                                                  |                                                     | [ 8 ]           |
| Tommy Watt                                           | 1958 | The Year’s Outstanding Composition in 'Rhythm' Style                                         | Overdrive                                           | [ 64 ]          |
| Jimmy Webb                                           | 2012 | Special International Award                                                                  |                                                     | [ 6 ]           |
| Orlando Weeks                                        | 2013 | Best Contemporary Song                                                                       | Pelican                                             | [ 10 ]          |
| Judith Weir                                          | 2015 | The Ivors Classical Music Award                                                              |                                                     | [ 37 ]          |
| Paul Weller                                          | 2010 | Lifetime Achievement Award                                                                   |                                                     | [ 9 ]           |
| Harriet Wheeler                                      | 1999 | Best Contemporary Song                                                                       | Here’s Where the Story Ends                         | [ 22 ]          |
| Tim Wheeler                                          | 2002 | Best Contemporary Song                                                                       | Shining Light                                       | [ 11 ]          |
| Gary Whelan                                          | 2016 | The Ivors Inspiration Award                                                                  |                                                     | [ 3 ]           |
| Andrew White                                         | 2006 | Album Award                                                                                  | Employment                                          | [ 7 ]           |
| Eg White                                             | 2004 | Best Song Musically and Lyrically                                                            | Leave Right Now                                     | [ 12 ]          |
| Eg White                                             | 2009 | Songwriter of the Year                                                                       |                                                     | [ 28 ]          |
| Felix White                                          | 2013 | Best Contemporary Song                                                                       | Pelican                                             | [ 10 ]          |
| Hugo White                                           | 2013 | Best Contemporary Song                                                                       | Pelican                                             | [ 10 ]          |
| Carey Willetts                                       | 2006 | Best Contemporary Song                                                                       | Wires                                               | [ 7 ]           |
| Paul Williams                                        | 2015 | PRS for Music Special International Award                                                    |                                                     | [ 37 ]          |
| Robbie Williams                                      | 1999 | Songwriters of the Year                                                                      |                                                     | [ 22 ]          |
| Robbie Williams                                      | 1999 | Most performed work                                                                          | Angels                                              | [ 22 ]          |
| Robbie Williams                                      | 2000 | Best Song Musically and Lyrically                                                            | Strong                                              | [ 16 ]          |
| Robbie Williams                                      | 2012 | PRS for Music Outstanding Contribution to British Music                                      |                                                     | [ 6 ]           |
| Robbie Williams                                      | 2025 | PRS for Music Icon Award                                                                     |                                                     | [ 29 ]          |
| Ricky Wilson                                         | 2006 | Album Award                                                                                  | Employment                                          | [ 7 ]           |
| Amy Winehouse                                        | 2004 | Best Contemporary Song                                                                       | Stronger Than Me                                    | [ 12 ]          |
| Amy Winehouse                                        | 2007 | Best Contemporary Song                                                                       | Rehab                                               | [ 19 ]          |
| Amy Winehouse                                        | 2008 | Best Song Musically and Lyrically                                                            | Love Is a Losing Game                               | [ 8 ]           |
| Steve Winwood                                        | 2011 | Outstanding Song Collection                                                                  |                                                     | [ 54 ]          |
| Nicky Wire                                           | 2015 | The Ivors Inspiration Award                                                                  |                                                     | [ 37 ]          |
| Thom Yorke                                           | 1998 | Best Contemporary Song                                                                       | Karma Police                                        | [ 18 ]          |
| Lola Young                                           | 2025 | Rising Star Award with Apple Music                                                           |                                                     | [ 29 ]          |
| Will Young                                           | 2004 | Best Song Musically and Lyrically                                                            | Leave Right Now                                     | [ 12 ]          |
| X-Press 2                                            | 2003 | The Ivors Dance Award                                                                        | Lazy feat. David Byrne                              | [ 15 ]          |
| Stuart Zender                                        | 1999 | Outstanding Song Collection                                                                  |                                                     | [ 22 ]          |